# Changgang (sockenhuvudort i Kina, Heilongjiang Sheng, lat 46,35, long 126,43)
Changgang (kinesiska: 长岗, 长岗乡) är en sockenhuvudort i Kina. Den ligger i provinsen Heilongjiang, i den nordöstra delen av landet, omkring 68 kilometer norr om provinshuvudstaden Harbin. Antalet invånare är 22 866. Befolkningen består av 11 892 kvinnor och 10 974 män. Barn under 15 år utgör 15,0 %, vuxna 15-64 år 77 %, och äldre över 65 år 6,0 %.
Runt Changgang är det ganska tätbefolkat, med 214 invånare per kvadratkilometer. Närmaste större samhälle är Lanxi, 15,0 km sydväst om Changgang. Trakten runt Changgang består till största delen av jordbruksmark.
Genomsnittlig årsnederbörd är 753 millimeter. Den regnigaste månaden är juli, med i genomsnitt 195 mm nederbörd, och den torraste är januari, med 7 mm nederbörd.